# Paso doble

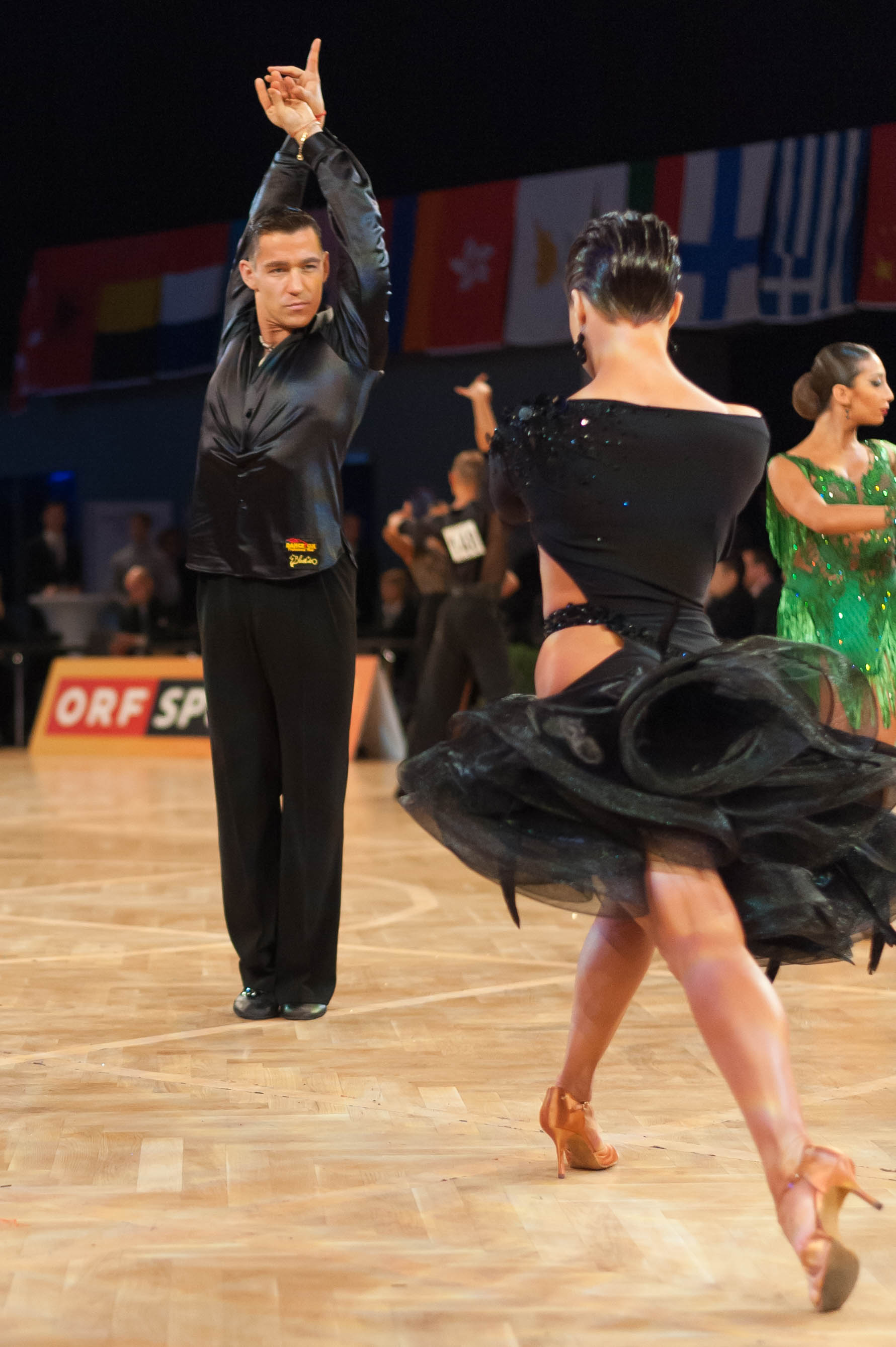
Posizione di Paso doble

Il paso doble è una danza di origine spagnola che risale ai primi anni del XX secolo; originariamente era usata per accompagnare l'entrata delle quadriglie all'inizio della corrida e in seguito prese campo come ballo da sala. Il paso doble è una danza molto caratteristica, in tempo binario, dall'aspetto teatrale e dall'andamento incisivo; la tecnica venne studiata e approfondita in seguito in Inghilterra. Diventò molto popolare in Francia, a Parigi, negli anni venti; a questo periodo risalgono i termini francesi che vengono usati per i movimenti.

## La danza
Durante l'esecuzione i ballerini devono esprimere una storia di sfida come fra toro e torero, sottomissione e attacco. Importantissimo è l'atteggiamento e l'espressione corporea del ballerino che deve quasi sempre avere una posizione statuaria, mantenendo le braccia come se tenesse in mano la cappa e con il bacino sempre avanti. L'espressione del viso deve avere carattere aggressivo con una decisa attenzione verso la partner e lo spazio intorno a dove si danza.

### Abbigliamento
I vestiti utilizzati per questo ballo spesso ricordano il costume tipico del torero per il ballerino, mentre per la donna l'abito riprende le linee caratteristiche del vestito delle ballerine di flamenco, con gonne larghe, principalmente rosse e nere, quasi sempre mantenute ampie dalle mani, alle volte con un'apertura sul davanti, corpetti aderenti riccamente decorati e scollati e gioielli simili a quelli indossati dalle donne andaluse in occasione di fiere e feste paesane (ad esempio la celebre Feria de Abril che si svolge ogni anno nella città di Siviglia). Le ballerine di paso doble spesso optano per degli accorgimenti stilistici d'effetto, in linea con la tipicità spagnola del ballo, come acconciare i capelli in uno chignon basso con una rosa in mezzo, indossare delle calzature nere e trucco pesante.